# Bazirit
Bazirit ist ein sehr selten vorkommendes Mineral aus der Mineralklasse der „Silikate und Germanate“. Es kristallisiert im hexagonalen Kristallsystem mit der chemischen Zusammensetzung BaZr[Si3O9] und ist damit chemisch gesehen ein Barium-Zirconium-Silikat. Strukturell gehört es zu den Ringsilikaten (Cyclosilikaten).
Bazirit findet sich überwiegend in Form unregelmäßiger Körner und körniger Mineral-Aggregate, bildet sehr selten aber auch einzelne, prismatische Kristalle und Kristallgruppen von unter einem Millimeter Größe aus. Das Mineral ist farblos und durchsichtig, hinterlässt auf der Strichtafel eine weiße Strichfarbe und zeigt auf den Oberflächen einen glasähnlichen Glanz.

## Etymologie und Geschichte
Erstmals als eigenständiges Mineral nachgewiesen wurde Bazirit 1975 in Granitproben, die 1971 und 1972 auf der kleinen Insel Rockall, etwa 600 km nordwestlich von Glasgow, gesammelt worden waren. Der Entdecker J. R. Hawkes benannte es nach den in der chemischen Verbindung auftretenden Kationen Barium und Zirconium. Bereits seit 1960 war bekannt, dass die Rockall-Granite ein Barium- und Zirkonium-haltiges Mineral enthalten. Eine detaillierte wissenschaftliche Beschreibung erfolgte schließlich 1978 durch B. R. Young, J. R. Hawkes, R. J. Merriman und M. T. Styles.
Das Typmaterial des Minerals wird im Natural History Museum in London, Großbritannien aufbewahrt (Katalog-Nr. MI 36445).

## Klassifikation
In der veralteten 8. Auflage der Mineralsystematik nach Strunz war der Bazirit noch nicht aufgeführt.
In der zuletzt 2018 überarbeiteten Lapis-Systematik nach Stefan Weiß, die formal auf der alten Systematik von Karl Hugo Strunz in der 8. Auflage basiert, erhielt das Mineral die System- und Mineralnummer VIII/E.01-030. Dies entspricht der Klasse der „Silikate“ und dort der Abteilung „Ringsilikate“, wo Bazirit zusammen mit Benitoit, Bobtraillit, Pabstit, Rogermitchellit und Wadeit eine unbenannte Gruppe mit der Systemnummer VIII/E.01 bildet.
Die von der International Mineralogical Association (IMA) zuletzt 2009 aktualisierte 9. Auflage der Strunz’schen Mineralsystematik ordnet den Bazirit in die Klasse der „Silikate und Germanate“ und dort in die Abteilung „Ringsilikate (Cyclosilikate)“ ein. Hier ist das Mineral in der Unterabteilung „[Si3O9]6−-Dreier-Einfachringe ohne inselartige, komplexe Anionen“ zu finden, wo es zusammen mit Benitoit und Pabstit die „Benitoitgruppe“ mit der Systemnummer 9.CA.05 bildet.
In der vorwiegend im englischen Sprachraum gebräuchlichen Systematik der Minerale nach Dana hat Bazirit die System- und Mineralnummer 59.01.01.01. Das entspricht der Klasse der „Silikate“ und dort der Abteilung „Ringsilikate: Dreierringe“. Hier findet er sich innerhalb der Unterabteilung „Ringsilikate: Wasserfreie Dreierringe, keine anderen Anionen“ in der „Benitoitgruppe“, in der auch Benitoit, Pabstit und Wadeit eingeordnet sind.

## Kristallstruktur
Bazirit kristallisiert isotyp mit Benitoit und Pabstit im hexagonalen Kristallsystem in der Raumgruppe P6c2 (Raumgruppen-Nr. 188) mit den Gitterparametern a = 6,74 Å und c = 9,93 Å sowie zwei Formeleinheiten pro Elementarzelle.

## Eigenschaften
Unter kurzwelligem UV-Licht zeigt Bazirit eine blauweiße Fluoreszenz, ähnlich der von neonfarbenen Textmarkern.

## Bildung und Fundorte
Bazirit bildet sich im Spätstadium der Kristallisation von Aegirin-Riebeckit-Graniten und findet sich daher vorwiegend auf den Grenzflächen zwischen den Körnern der Granitbestandteile. Er kann aber auch in körnigen, celsianhaltigen Gesteinen nahe der Kontaktzone zum Granit entstehen. Als Begleitminerale treten je nach Fundort neben Aegirin, Celsian und Riebeckit unter anderem noch Aktinolith, Albit, Apatit, Baryt, Cristobalit, Diopsid, Elpidit, Eudialyt, Leukophosphit, Magnetit, Monazit, Pyrochlor, Quarz, Taramellit, Titanit und Xenotim auf.
Bazirit gehört zu den sehr seltenen Mineralbildungen, von denen nur wenige Proben existieren, die an bisher (Stand 2015) rund 10 bekannten Fundorten gesammelt wurden. Seine Typlokalität, die entlegene Felseninsel Rockall im Nordatlantik, ist dabei der bisher einzige bekannte Fundort in Westeuropa.
Weitere bisher bekannte Fundorte sind die „Mina la Madrelena“ bei Tres Pozos im mexikanischen Bundesstaat Baja California Sur, das Khaldzan Buragtag Massiv im Altaigebirge in der mongolischen Provinz Chowd-Aimag, der Gletscher Dara-i-Pioz (Darai-Pioz) im Alaigebirge in Tadschikistan, Šebkovice im tschechischen Okres Třebíč sowie mehrere kleine Fundpunkte in der Rush-Creek-Lagerstätte im Fresno County und ein Fundpunkt in der Baumann-Prospektion bei Dumtah im Tulare County des US-Bundesstaates Kalifornien.